# Lindeboomsweg (Montfoort)
De Lindeboomsweg is een straat net buiten de oude stadskern van de Nederlandse plaats Montfoort die de verbinding vormt tussen IJsselveld en de Mastwijkerdijk. De straat is vernoemd naar de zeventiende-eeuwse herberg 'De Lindeboom' die hier tot omstreeks 1980 heeft gestaan.

## Afbeeldingen

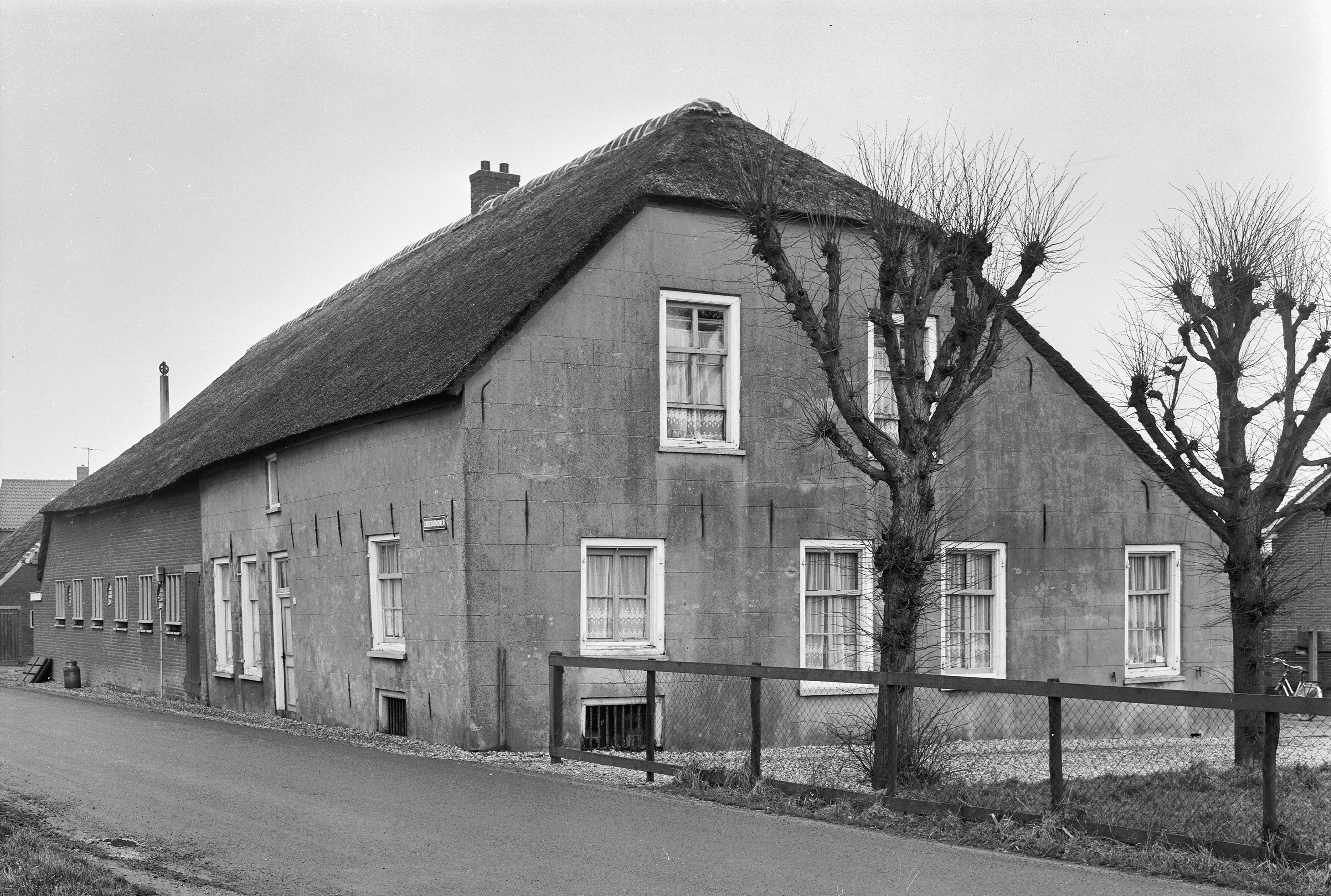
Lindeboomsweg 1 (januari 1969)

Achterstraat ·
Blindeweg ·
Bovenkerkweg ·
De Plaats ·
Doeldijk ·
Havenstraat ·
Heeswijkerpoort ·
Heilig Levenstraat ·
Hofdijk ·
Hofstraat ·
Hoogstraat ·
Julianalaan ·
Keizerstraat ·
Lieve Vrouwegracht ·
Lindeboomsweg ·
Mannenhuisstraat ·
Mastwijkerdijk ·
Molenstraat ·
Om 't Hof · 
Om 't Wedde · 
Onder de Boompjes ·
Oude Boomgaard ·
Schoolstraat  ·
Slotlaan ·
Vrouwenhuisstraat ·
Waardsedijk ·
Waterpoort ·
Willeskopperpoort ·
IJsselplein ·
IJsselkade ·
IJsselveld